# Lista de heroínas e vilãs de ação

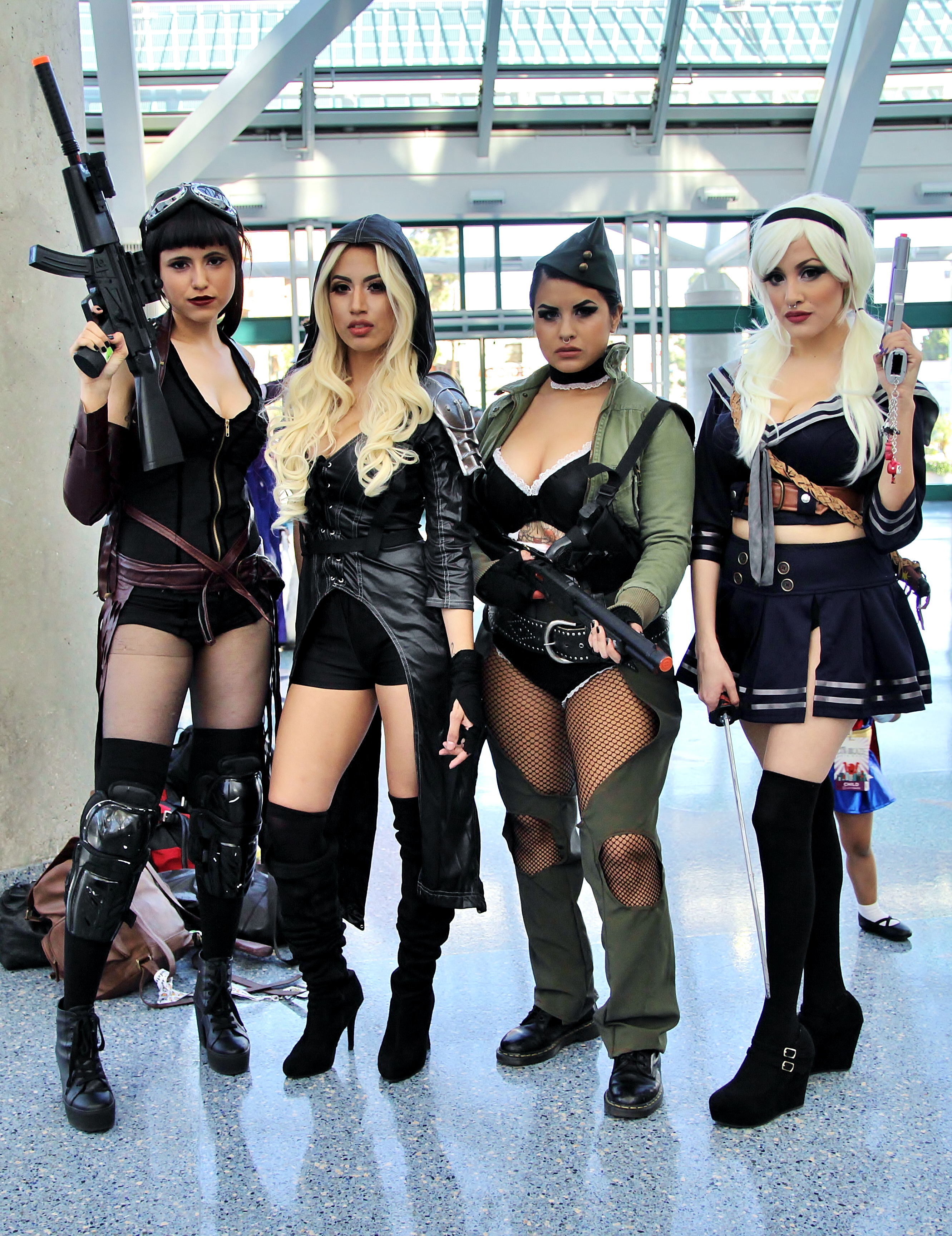
Cosplayers representando as protagonistas do filme de ação Sucker Punch na Comikaze Expo 2015.

A seguir está uma lista de heroínas e vilãs de ação que aparecem em filmes de ação, programas de televisão, histórias em quadrinhos e vídeo games e que são "lançados em uma série de desafios que exigem proezas físicas, lutas prolongadas, acrobacias extensas e perseguições frenéticas".
Elizabeth Abele sugere que "a principal agência das mulheres protagonistas de ação é sua capacidade de aproveitar toda a gama de qualidades masculinas e femininas em combinações em constante evolução".

## Filmes

### Filmes teatrais de animação
- Ahsoka Tano de Star Wars: The Clone Wars (2008)[3]
- Princesa Fiona da série Shrek (2001-2010),[4][5] Rainha Lillian e a Fada Madrinha de Shrek 2 (2004), e a Branca de Neve, Cinderela, E Bela Adormecida de Shrek the Third (2007)[6]
- Mulher-Elástica e Violeta de The Incredibles (2004)[7][8][9]
- Iria de Iria: Zeiram the Animation (1995)[10]
- Judy Hopps de Zootopia (2016)
- Kay de Akira (1988)
- Kida e Helga Sinclair de Atlantis: The Lost Empire (2001)
- Merida de Brave (2012)[11]
- Moana de Moana (2016)
- Motoko Kusanagi de Ghost in the Shell (1995–presente)[12]
- Fa Mulan de Mulan (1998) e Mulan II (2004)[13]
- Nausicaä de Kaze no Tani no Naushika (1984)
- Raya de Raya and the Last Dragon (2020)
- Ryôko Kadoma de Goku Midnight Eye (1989)
- Sabine Wren de Star Wars Rebels (2008)[14]
- San de Mononoke Hime (1997)
- Susan Murphy/Ginormica de Monsters vs. Aliens (2009)
- Saya de Blood: The Last Vampire (2000)
- Saki Asamiya de Sukeban Deka (Animação de vídeo original) (1986–presente)
- April O'Neil de TMNT (2007)
- Liz Sherman de Hellboy: Sword of Storms (2006), Hellboy: Blood and Iron (2007)
- Astrid Hofferson, Ruffnut Thorston e Valka de How to Train Your Dragon (2010–presente)
- Tigress e Viper de Kung Fu Panda (franquia) (2008–presente)

### Filmes teatrais de ação ao vivo
- Æon Flux de Æon Flux (2005)[15]
- Abigail Whistler de Blade: Trinity (2004)
- Alex Munday de Charlie's Angels (2000)[8][16][17] e Charlie's Angels: Full Throttle (2003)
- Alice Kingsleigh de Alice no País das Maravilhas e Alice Through the Looking Glass
- Alice Monaghan de Hellboy
- Amélie Poulain de Le fabuleux destin d'Amélie Poulain (2001)[18]
- Ann Lewis de RoboCop (1987)
- April O'Neil de Teenage Mutant Ninja Turtles, Teenage Mutant Ninja Turtles: Out of the Shadows
- Arwen da trilogia O Senhor dos Anéis
- Artemísia de 300: Rise of an Empire (2014)
- Ava de In the Blood (2014)
- Babydoll de Sucker Punch - Mundo Surreal (2011)[19]
- Beatrix Kiddo de Kill Bill (2003–2004)[8][9][16]
- Buffy Summers de Buffy the Vampire Slayer (1992)[20]
- Black Whip de Zorro's Black Whip (1944)
- Blue de Jurassic World (2015), Jurassic World: Fallen Kingdom (2018), Jurassic World Camp Cretaceous (2020-2022), and Jurassic World Dominion (2022)[21]
- Bugs de Matrix Resurrections (2021)
- Carol Danvers (Capitã Marvel) do Universo Cinematográfico Marvel
- Carly Spencer de Transformers: Dark of the Moon
- Capitã Frankie Cook de Sky Captain and the World of Tomorrow (2004)[8]
- Charlene "Charly" Baltimore/Samantha Caine de The Long Kiss Goodnight (1996)
- Charlie Watson de Bumblebee (2018)
- Cherry Darling de Grindhouse (2007)[9]
- Coffy de Coffy (1973)[16]
- Daphne Blake de Scooby-Doo (2002) e Scooby-Doo 2: Monstros à Solta (2004)
- Dylan Sanders de Charlie's Angels (2000)[8][16][17] and Charlie's Angels: Full Throttle (2003)
- Dominika Egorova de Red Sparrow (2018)[16]
- Domino de Domino (2005)
- Elizabeth "Liz" Sherman de Hellboy (2004)
- Elena Santos de Battle: Los Angeles (2011)
- Elizabeth Swann da série Pirates of the Caribbean (2003-2007)
- Ellen "The Lady" de Rápida e Mortal (1995)[16]
- Ellen Ripley da série Alien (1979-1997)[9][16][22]
- Etain de Centurião (2010)[9]
- Everly de Everly (2014)[9]
- Evelyn Salt de Salt (2010)[9]
- Fox de Wanted (2008)[15]
- Foxy Brown de Foxy Brown (1974)[9][16]
- Foxxy Cleopatra de Austin Powers in Goldmember (2002)
- Gloria Swenson de Glória (1980)
- Gracie Hart em Miss Congeniality (2000)
- Guinevere de King Arthur (2004)[8][23]
- Hanna de Hanna (2011)
- Ilsa Faust de Mission: Impossible – Rogue Nation (2015) e Fallout (2018)
- Imperatriz Furiosa from Mad Max: Estrada da Fúria (2015)[9][16][24]
- Inspetora Jessica Yang de Supercop (1992)[25]
- Iria de Zeiram (1991)[26]
- Jane Smith de Mr. & Mrs. Smith (2005)
- Jackie Brown de Jackie Brown (1997)[16]
- Jen Yu de O Tigre e o Dragão (2000)[9][15][27]
- Jordan O'Neil de G.I. Jane (1997)[8]
- Julie Pierce de The Next Karate Kid (1994)[20]
- Jyn Erso de Rogue One: A Star Wars Story (2016)
- Klara de Sentinelle (2021)
- Kate Macer de Sicario (2015)
- Leeloo / O Quinto Elemento de O Quinto Elemento (1997)
- Letty Ortiz, Gisele Yashar, Elena Neves, Riley Hicks e Kara da série The Fast and The Furious (2001–presente)
- Leia Organa da trilogia original Star Wars (1977–1983)[9][28]
- Lorraine Broughton de Atomic Blonde (2017)
- Lucy de Lucy (2014)[9]
- Madame Desdemona de Machete Mata (2013)
- Mai Linh de Live Free or Die Hard (2007)
- Major Eden Sinclair de Doomsday (2008)
- Mallory Kane de Haywire (2011)[9][16]
- Marie de Innocent Blood
- Mathilda de The Professional (1994)[20]
- Mako Mori de Pacific Rim (2013)
- Madison Lee de Charlie's Angels: Full Throttle (2003)
- Marion Ravenwood de Raiders of the Lost Ark (1981)
- Marique de Conan, o Bárbaro (2011)
- Mei de Shi mian mai fu (2004)[16]
- Mikaela Banes de Transformers (2007)
- Monica "Darling" Costello de Baby Driver (2017)
- Mira Killian de Ghost in the Shell (2017)
- Vanessa Kensington de Austin Powers: International Man of Mystery
- Ms. Perkins de John Wick (2014)
- Mulher Tigre de The Tiger Woman (1944)
- Natalie Cook de Charlie's Angels (2000)[8][16][17] e Charlie's Angels: Full Throttle (2003)
- Natasha Romanoff (Viúva Negra) do Universo Cinematográfico Marvel
- Newt de Aliens (1986)[20]
- Neytiri de Avatar (2009)[9]
- Nik Khan de Extraction (2020) e Extraction 2 (2023)
- Nikita de La Femme Nikita (1990)[9][16][20]
- Niobe da série Matrix (2003–2021)
- Padmé Amidala da trilogia prequela Star Wars (1999–2005)[8]
- Pauline Hargraves da série de filmes The Perils of Pauline[29]
- Phryne Fisher de Miss Fisher and the Crypt of Tears (2020)
- Qi'ra de Solo: A Star Wars Story (2018)
- Quorra de Tron: Legacy (2010)
- Rey da trilogia sequela Star Wars (2015–2019)[30]
- Rosie Carver em Live and Let Die (1973)
- Riley North de Peppermint (2018)
- Sarah Bailey de The Craft (1996)
- Sarah Connor da série Terminator (1984–2015)[9][16]
- Saki Asamiya de Sukeban Deka (1975 – 1982)
- Saya de Blood: The Last Vampire
- Selene da série Underworld (2003–2016)[31]
- Sgt. Rita Rose Vrataski de No Limite do Amanhã (2014)[9]
- Tank Girl / Rebecca de Tank Girl (filme) (1995)
- Tong Li de Operation Red Sea (2018)
- Torchy Blane da série 'Torchy Blane (1937–1939)[32]
- Trinity da série Matrix (1999–2021)[8][33]
- Trudy Chacón de Avatar (2009)
- Wanda Maximoff (Scarlet Witch)  do Universo Cinematográfico Marvel
- Yōko Godai de Sukeban Deka The Movie (1987)
- Yu Shu Lien de O Tigre e o Dragão (2000)[9][15][27]
- Yuki Kashima de Lady Snowblood (1973) e Lady Snowblood 2: Love Song of Vengeance (1974)[9]
- Yui Kazama de Sukeban Deka the Movie 2: Counter-Attack from the Kazama Sisters (1988)
- Zen de Chocolate (2008)[9]
- Zoë Bell de Grindhouse (2007)[9]
- As mulheres caça-fantasmas de Ghostbusters (2016)
- A neta de Egon e as jovens de Ghostbusters: Afterlife (2021)
- A protagonista de The Princess (2022)

#### Filmes baseados em histórias em quadrinhos
- Alice Monaghan de Hellboy (2019)
- Alita de Alita: Battle Angel (2019)
- Juíza Anderson de Dredd (2012)[34]
- Knives Chau de Scott Pilgrim contra o Mundo (2010)[19]
- Liz Sherman from Hellboy (2004)
- Ramona Flowers de Scott Pilgrim contra o Mundo (2010)[19]
- Hit-Girl de Kick-Ass (2010)
- Silk Spectre de Watchmen (2009)[19]
- Tank Girl de Tank Girl (1995)[15]

DC
- Amazonas de Mulher-Maravilha e do Universo Estendido DC
- Antíope de Mulher-Maravilha e do Universo Estendido DC
- Batgirl de Batman & Robin (1997)[35]
- Mulher-Gato de Batman Returns (1992), Catwoman (2004), The Dark Knight Rises (2012) e The Batman (2022)[8]
- Faora de Man of Steel
- Rainha Hipólita de Mulher-Maravilha e do Universo Estendido DC
- Mera de Aquaman (2018)
- Kara Zor-El de Supergirl (1984)[8][36]

Marvel
- Angel Dust de Deadpool (2016)
- Angel Salvadore de X-Men: First Class (2011)
- Carol Danvers (Capitã Marvel) do Universo Cinematográfico Marvel
- Elektra Natchios de Daredevil (2003) e Elektra (2005)[36]
- Emma Frost de X-Men: First Class (2011)[37]
- Gamora do Universo Cinematográfico Marvel
- GoGo Tomago de Big Hero 6 (2014)
- Hela de Thor: Ragnarok (2017)
- Honey Lemon de Big Hero 6 (2014)
- Hope van Dyne (Vespa) do Universo Cinematográfico Marvel
- Mulher Invisível / Sue Storm de Quarteto Fantástico, Quarteto Fantástico e o Surfista Prateado (2007) e Quarteto Fantástico (2015)[8]
- Jane Foster (Mighty Thor) do Universo Cinematográfico Marvel
- Jean Grey (Phoenix) da série X-Men[8]
- Jubilation Lee (Jubileu) da série X-Men[37]
- Kitty Pryde da série X-Men[37]
- Lady Deathstrike de X-Men 2 (2003)
- Mantis do Universo Cinematográfico Marvel
- Maria Hill do Universo Cinematográfico Marvel
- Mystique / Raven a série X-Men[35]
- Natasha Romanoff (Viúva Negra) do Universo Cinematográfico Marvel[20]
- Nebulosa do Universo Cinematográfico Marvel
- Peggy Carter do Universo Cinematográfico Marvel
- Red Sonja de Red Sonja (1985)
- Rogue / Vampira da série X-Men[8]
- Sharon Carter do Universo Cinematográfico Marvel
- Sif do Universo Cinematográfico Marvel
- Tempestade da série X-Men[8]
- Wanda Maximoff (Feiticeira Escarlate) do Universo Cinematográfico Marvel
- Valquíria do Universo Cinematográfico Marvel
- Viper de The Wolverine (2013)
- Shuri, Okoye, e Nakia do Universo Cinematográfico Marvel
- Yelena Belova (Viúva Negra) do Universo Cinematográfico Marvel

#### Filmes baseados em romances
- Beatrice "Tris" Prior da série Divergente
- Éowyn da trilogia O Senhor dos Anéis (2001-2003)[38]
- Katniss Everdeen da série The Hunger Games (2012–2015)[9][20]
- Florence Zimmerman de The House with a Clock in Its Walls (2018)
- Hermione Granger da série Harry Potter (2001-2011)
- Hester Shaw de Mortal Engines (2018)
- Enfermeira Ratched de One Flew Over the Cuckoo's Nest (1975)

#### Filmes baseados em videogames
- Alice da série Resident Evil (2002–2016)[9][16]
- Cammy de Street Fighter (1994)
- Chun-Li de Street Fighter e Street Fighter: The Legend of Chun-Li (2009)
- Claire Redfield da série Resident Evil (2012)
- Jill Valentine da série Resident Evil (2004–2012)[19]
- Kitana e Sonya Blade de Mortal Kombat (1995) e Mortal Kombat: Annihilation (1997)
- Lara Croft de Lara Croft: Tomb Raider (2001), Lara Croft: Tomb Raider – The Cradle of Life (2003) e Tomb Raider (2018)[31][39]
- Rose Da Silva de Silent Hill (2006)
- Aki Ross e Jane Proudfoot de Final Fantasy: The Spirits Within (2001)
- Tifa Lockhart de Final Fantasy VII: Advent Children (2005)
- Tamina de Príncipe da Pérsia: As Areias do Tempo (2010)
- Todas as mulheres de Resident Evil: Welcome to Raccoon City (2021)

## Literatura
- Alanna de Trebond da série The Song of the Lioness (1983-1988) de Tamora Pierce
- Alyx da série The Adventures of Alyx de Joanna Russ (1967-1970)
- Annabeth Chase da série Percy Jackson & the Olympians (2005 – 2009)
- Arya Stark da série A Song of Ice and Fire (1996-2011) de George R.R. Martin
- Beatrice "Tris" Prior da trilogia Divergent (2011-2013) de Veronica Roth[20]
- Camila da Eneida (29-19 BCE) de Virgílio[40]
- Cassie Sullivan da série de livros e filme The 5th Wave.
- Catti-brie dos romances Forgotten Realms de R. A. Salvatore
- Daenerys Targaryen da série A Song of Ice and Fire (1996-2011) de George R.R. Martin[41][42]
- Emma Castairs e Cristina Rosales da série The Dark Artifices (2016-2018) de Cassandra Clare
- Éowyn da trilogia O Senhor dos Anéis (1954-1955) de J. R. R. Tolkien[38]
- Gum Girl, Ninja-Rina, e Brainstormer da série The Gumazing Gum Girl! (2013–present) de Rhode Montijo
- Hermione Granger e Ginny Weasley da série Harry Potter (1997-2007) de J.K Rowling
- Jael de The Female Man de Joanna Russ (1970)
- Katniss Everdeen e Johanna Mason da trilogia The Hunger Games (2008-2010) de Suzanne Collins[9][20]
- Modesty Blaise da história em quadrinhos de Peter O'Donnell (1963-2001) e série de livros (1965-1996)
- Linh Cinder da série The Lunar Chronicles (2012-2015) de Marissa Meyer
- Mara Jade de Star Wars Legends (1991-2012)
- Molly Millions de Johnny Mnemonic (1981) e Neuromancer (1984) de William Gibson[43]
- Nancy Drew da série Nancy Drew Mystery Stories (1930-2004), The Nancy Drew Files (1986-1997) e da série Girl Detective (2004-2012) de Carolyn Keene[44]
- Pippi Longstocking da série Píppi Meialonga (1945-2001) de Astrid Lindgren[45]
- Polgara from The Belgariad (1982-1984) and The Malloreon (1987-1991) series by David e Leigh Eddings
- Suzy Shooter da série Nightside (2003-2012) de Simon R. Green[46]
- Visenya Targaryen da série A Song of Ice and Fire (1996-2011) de George R.R. Martin
- Isabelle Lightwood e Clary Fray da série Os Instrumentos Mortais (2007-2014) de Cassandra Clare
- Tessa Gray, Cecily Herondale e Charlotte Branwell de As Peças Infernais de Cassandra Clare
- Holly Short e Juliet Butler da série Artemis Fowl (2001-2012) de Eoin Colfer

### Vilãs literárias
- A mãe de Grendel do poema anônimo em inglês antigo Beowulf
- Os Outros da série The 5th Wave e filme baseado no romance: Apelido dado por Cassie Sullivan. Série extraterrestre que devasta a humanidade e a humanidade ao desencadear uma série de ondas para matá-los. Às vezes, eles são conhecidos como Silenciadores.

## Televisão
- Ace de Doctor Who (1963–1989)[47]
- Aeryn Sun de Farscape (1999–2003)[48]
- Alex Danvers  de Supergirl (2015–2021)
- Alex Mack de The Secret World of Alex Mack (1994–1998)[49]
- Andrea Thomas de The Secrets of Isis
- Angelique Bouchard de Dark Shadows (1966-1971)
- Arya Stark de Game of Thrones (2011–2019)
- B'Elanna Torres de Star Trek: Voyager (1995–2001)[50]
- Batgirl de Batman (1966–1968)[51]
- Brienne de Tarth de Game of Thrones (2011–2019)
- Brooke Davis de One Tree Hill (2003–2012)
- Buffy Summers de Buffy the Vampire Slayer (1997–2003)[36][52]
- Cameron de Terminator: The Sarah Connor Chronicles (2008–2009)[53]
- Capt. Maggie Beckett de Sliders (1995–2000)[54]
- Cathy Gale de Os Vingadores (1961–1969)[55]
- Christine Cagney de Cagney & Lacey (1982–1988)[56]
- Christy Love de Get Christy Love! (1974–1975)
- Claire Bennet de Heroes (2006–2010)[36]
- Clarke Griffin de The 100 (2014–2020)
- Cordelia Chase de Angel (1999–2004)
- Daenerys Targaryen de Game of Thrones (2011–2019)[41][42]
- Daisy Johnson de Agentes da S.H.I.E.L.D. (2013–2020)
- Dana Scully de The X-Files (1993–2002)[56]
- Deirdre de Mystic Knights of Tir Na Nog
- Doña María Teresa "Tessa" Alvarado de Queen of Swords (2000–2001)[57]
- Donna Noble de Doctor Who
- Elektra Natchios de Daredevil (2015–2018) e Os Defensores (2017)
- Electra Woman and Dyna Girl
- Emma Peel de Os Vingadores (1961–1969)[55][58]
- Emma Swan de Once Upon a Time
- Erin Lindsay de Chicago P.D. (2014–2017)
- Fiona Gallagher de Shameless (2011–presente)
- Gabby Dawson Casey de Chicago Fire (2012–present)
- Gabrielle de Xena: Warrior Princess (1995–2001) e Hercules: The Legendary Journeys (1995-1999)[59]
- Gwen Cooper de Torchwood (2006–2011)[60]
- Gauri/Devi/Durga de Maharakshak: Devi (2015)[61]
- Haley James-Scott de One Tree Hill (2003–2012)
- Honey West de Honey West
- Jane Hopper/Onze de Stranger Things (2016–presente)
- Joyce Byers de Stranger Things
- Jadzia Dax de Star Trek: Deep Space Nine (1993–1999)[62]
- Julia Martinez (Manila) de La casa de papel
- Jaime Sommers de The Bionic Woman (1976–1978) e Bionic Woman (2007)[63]
- Jane Doe de Blindspot (2015-2020)[64]
- Cabo Jennifer "Pilot" Chase de Captain Power and the soldiers of the future
- Jessica Jones de Jessica Jones (2015–2019)[65]
- Jill Munroe de Charlie's Angels (1976–1981)[17][58]
- Julie Barnes em The Mod Squad
- Julie Rogers de Charlie's Angels (1976–1981)[17][58]
- Kara Danvers (Supergirl) de Supergirl (2015–2021)[66]
- Kate Austen de Lost (2004–2010)[67]
- Kate Kane (Batwoman) de Batwoman (2019–2022)
- Kathryn Janeway de Star Trek: Voyager (1995–2001)[58][68]
- Kelly Garrett de Charlie's Angels (1976–1981)[17][58]
- Kimberly Hart (Ranger Rosa) de Mighty Morphin Power Rangers (1993–1995)[36][69]
- Kira Nerys de Star Trek: Deep Space Nine (1993–1999)[65]
- Kris Munroe de Charlie's Angels (1976–1981)[17][58]
- Laurel Lance (Canário Negro) de Universo Arrow (2012–presente)
- Lagertha de Vikings (2013-2020)[70]
- Leela de Doctor Who (1963–1989)[47]
- Mónica Gaztambide (Estocolmo) de La casa de papel
- Capitã Maggie Beckett de Sliders
- Mary Beth Lacey de Cagney & Lacey (1982–1988)[56]
- Max Guevera de Dark Angel (2000–2002)[71][72]
- Martha Jones de Doctor Who
- Melinda May de Agentes da S.H.I.E.L.D. (2013–2020)
- Michonne de The Walking Dead
- Nikita de La Femme Nikita (1997–2001)[58]
- Nairóbi de La casa de papel
- Nyota Uhura de Star Trek (1966–presente)
- Nancy Wheeler de Stranger Things
- Olivia Benson de Law & Order: Special Victims Unit (1999–presente)
- Olivia Dunham de Fringe (2008–2013)[67]
- Paige Matthews from Charmed (2001–2006)[73]
- Peggy Carter (Agent Carter) de Agent Carter (2015–2016)[74][75]
- Peyton Sawyer de One Tree Hill (2003–2012)
- Phoebe Halliwell de Charmed (1998–2006)[73]
- Phryne Fisher de Os mistérios de Miss Fisher (2012-2015)
- Piper Halliwell de Charmed (1998–2006)[73]
- Prue Halliwell de Charmed (1998–2001)[73]
- Purdey de The New Avengers (1976–1977)[55]
- Raquel Murillo de La casa de papel
- River Song de Doctor Who (1963–1989)
- River Tam de Firefly (2002)[15]
- Rose Tyler de Doctor Who
- Sabrina Duncan de Charlie's Angels (1976–1981)[17][58]
- Saki Asamiya, Yoko Godai, Kyoko "Okyo" Nakamura, Yukino Yajima, Yui Kazama, Yuka deYuma de Sukeban Deka
- Samantha Carter da franquia Stargate
- Sara Lance/Canário Branco de Arrow e Legends of Tomorrow
- Sarah MacKenzie de JAG
- Sarah Jane Smith de Doctor Who e The Sarah Jane Adventures
- Seska de Star Trek: Voyager
- Sete de Nove de Star Trek: Voyager (1995–2001)[50][58]
- Silene Oliveira (Tóquio) de La casa de papel
- Shelby Woo de The Mystery Files of Shelby Woo (1996–1998)[49]
- Sylvie Brett de Chicago Fire (2012–presente)
- Capitão Kara Thrace (Starbuck) de Battlestar Galactica (2004–2009)[76]
- Sydney Bristow de Alias (2001–2006)[73]
- Tara King de Os Vingadores (1961–1969)[55]
- Tasha Yar de Star Trek: The Next Generation
- A Doutora (Décima terceira Doutora) de Doctor Who (2005–presente)
- Tiffany Welles de Charlie's Angels (1976–1981)[17][58]
- Trini Kwan de Mighty Morphin Power Rangers (1993–1995)[69]
- Vallery Irons de V.I.P. (1998–2002)[58][72]
- Veronica Layton de The Lost World (1999–2002)[73]
- Veronica Mars de Veronica Mars (2004–2007)[52][72]
- Wade Welles de Sliders (1995–2000)[54]
- Mulher-Maravilha de Wonder Woman (1975–1979)[8][11][36]
- Xena de Xena: Warrior Princess (1995–2001) e Hercules: The Legendary Journeys (1995–1999)[50][58][77][73]
- Ygritte de Game of Thrones (2011–2017)
- Zoe Washburne de Firefly (2002)[78]
- Maggie Greene, Carol Peletier, Rosita Espinosa, Magna, Yumiko e Connie de The Walking Dead
- Aisha Campbell de "Mighty Morphin Power Rangers"
- Delphine de "Mighty Morphin Alien Rangers"
- Kat Hillard de "Mighty Morphin Power Rangers", "Power Rangers: Zeo" e "Power Rangers: Turbo"
- Tanya Sloan de "Power Rangers: Zeo" e "Power Rangers: Turbo"
- Ashley Hammond and Cassie Chan de "Power Rangers: Turbo" e "Power Rangers in Space"
- Maya, Kendrix e Karone de "Power Rangers: Lost Galaxy"
- Kelsey Winslow e Dana Mitchell de "Power Rangers: Lightspeed Rescue"
- Katie Walker e Jennifer "Jen" Scotts de "Power Rangers: Time Force"
- Taylor Earhardt e Alyssa Enrilé de "Power Rangers: Wild Force"
- Tori Hanson de "Power Rangers: Ninja Storm"
- Kira Ford de "Power Rangers: Dino Thunder"
- Elizabeth "Z" Delgado and Sydney "Syd" Drew de "Power Rangers: Space Patrol Delta"
- Angie Diaz como Vida "V" Rocca, Udonna e Madison "Maddie" Rocca de "Power Rangers: Mystic Force"
- Veronica "Ronny" Robinson e Rose Ortiz de "Power Rangers: Operation Overdrive"
- Lily Chilman e Master Guin de "Power Rangers: Jungle Fury"
- Summer Landsdown e Gemma de "Power Rangers RPM"
- Emily Stewart, Lauren Shiba e Mia Watanabe de "Power Rangers: Samurai" e "Power Rangers: Super Samurai"
- Emma Goodall e Gia Moran de "Power Rangers: Megaforce" e "Power Rangers: Super Megaforce"
- Shelby Watkins e Kendall Morgan de "Power Rangers: Dino Charge" e "Power Rangers: Dino Super Charge"
- Hayley Foster e Sarah Thompson de "Power Rangers: Ninja Steel" e "Power Rangers: Super Ninja Steel"
- Zoey Reeves de "Power Rangers: Beast Morphers"
- Sabrina Spellman de "Sabrina, the Teenage Witch"
- Amelia Jones e Izzy Garcia de Power Rangers: Dino Fury
- Peggy Matsuyama de  Himitsu Sentai Gorenger

### Séries de televisão animadas
Ver também: heroínas e vilãs de ação feminina na seção de anime.
- Æon Flux de Æon Flux (1991–1995)[8]
- Agente L de Men in Black: The Series (1997–2001)
- Alex de Totally Spies! (2001–2014)
- Alice de Superjail (2007–2008)
- Betty Barrett (Atomic Betty) de Atomic Betty (2004–2008)[79]
- Ashi de Samurai Jack (2017)
- Amalia e Evangelyne de Wakfu (2008–2012)
- Florzinha, Lindinha e Docinho de The Powerpuff Girls (1998–2005)[36]
- As Guardiãs de W.I.T.C.H. (2001–2012)
- As Winx de Winx Club (2004–2009, 2011–2019)
- Clover de Totally Spies! (2001–2014)
- Cybersix de Cybersix (1999)
- Fleur d'épine de Cartouche, prince des faubourgs (2001–2002)
- Jenny Wakeman/XJ9 de My Life as a Teenage Robot (2003–2005, 2007–2009)
- Mami Sakura de Esper Mami (1987–1989)
- Cheetara de ThunderCats (1985–1989)[36]
- Jane de Jane and the Dragon (2005–2006)
- Jessica Morgan de The Transformers (1984–1987)
- Katara de Avatar: The Last Airbender (2005–2008)
- Kim Possible de Kim Possible (2002–2007)[80]
- Korra de A Lenda de Korra (2012–2014)
- Leela de Futurama (1999–2003, 2008–2013)
- Marissa Faireborn de The Transformers (1984–1987)
- Millie de Helluva Boss (2020–presente)
- Sam de Totally Spies! (2001–2014)
- Sari Sumdac de Transformers: Animated (2007–2009)
- She-Ra de She-Ra: Princess of Power (1985–1987)[11]
- Sophia Paramount de Bob Morane (1998)
- As Gemas de Steven Universe (2013–2019)
- As princesas de LoliRock (2014–presente)
- Yumi e Aelita de Code Lyoko (2003–2007)
- Marinette Dupain-Cheng (Ladybug), Alya, Chloé Bourgeois e qualquer mulher jovem com kwamis de Miraculous: As Aventuras de Ladybug & Cat Noir (2015–presente)
- Calamity Jane de The Legend of Calamity Jane (1997–1998)
- April O'Neil de Tartarugas Ninja (1987–presente)
- Jennifer Julian e Rebecca Wong de Chris Colorado (2000)
- As mulheres de Alienators: Evolution Continues (2001–2002)
- Penny de Inspector Gadget (1983–1986) e Gadget and the Gadgetinis (2002–2003)
- Luea de Kong: The Animated Series (2001)
- As irmãs gêmeas de Mary-Kate and Ashley in Action! (2001–2002)
- Calamity Jane de Lucky Luke (1946–presente)
- Cyana Baarha de Malo Korrigan (2002)
- Stacey Bonner e Seattle Montoya de Stargate Infinity (2002–2003)
- Giga-Woman de Captain Biceps (2010–2011)
- Megan de SpieZ! Nouvelle Génération (2009–2012)
- Dale Arden e Thundar de Flash Gordon
- Miss Lestrade de Sherlock Holmes in the 22nd Century (1999–2001)
- Sixe de Tripping the Rift (2004–2007)
- Marianne Flambelle de Marianne 1ère (1990–presente)
- Mia e suas amigas do sexo feminino de Mia and Me (2011–presente)
- Niko de Adventures of the Galaxy Rangers (1986)
- Juíza J.B. McBride de Bravestarr (1987–1988)
- Kylie de Extreme Ghostbusters (1997)
- Steelheart de SilverHawks (1986)
- Jedda de Defenders Of The Earth (1986–1987)
- Futura de Filmation's Ghostbusters (1986–1988)
- Helen Bennett e Meg Bennett de Bionic Six (1987)
- Katerina Anastasia de Spiral Zone (1987)
- Galadria de Visionaries: Knights of the Magical Light (1987)
- Mulheres policiais de COPS (1988)
- Mulheres policiais de Police Academy (1988–1989)
- Patty Putty e Terri Cloth de Gang do Lixo (1985-1988, 2003-2007–presente)
- Princesa Lana de Captain N: The Game Master (1989–1991)
- Qualquer mulher comando de G.I. Joe (1983–presente)
- Lydia de Beetlejuice (1988)
- Linka e Gi de Capitão Planeta (1990–1996)
- Tracy Milbanks e Phoebe Farragut de James Bond Jr (1991–1992)
- Hannah Dundee de Cadillacs e Dinossauros (1993–1994)
- Elisa Maza, Angela e Demona de Gargoyles (1994–1997)
- Jessica "Jessie" Bannon e Jade de Johnny Quest (1964–1965)
- Eva Kant de Diabolik (1962–presente)
- Agente Nancy Miner de RoboCop: Alpha Commando (1998–1999)
- Lewis de Robocop: The Animated Series (1988)
- Jade Chan de As Aventuras de Jackie Chan (2000–2005)
- Princesa Jujuba e Marceline Abadeer de Adventure Time (2010–2018)
- Raf, Uri e Miki de Angel's Friends (2009–2010)
- Zhalia Moon e Sophie Casterwill de Huntik: Secrets & Seekers (2009–2011)
- Arkayna Goodfey, Emerald Goldenbraid, Zarya Moonwolf e Piper Willowbrook de Mysticons (2017–2018)
- Twinkle Starglitter e Ruby de Super 4 (2014–2018)
- As ghouls e as mulheres de "Monster High" (2010–presente)
- As meninas de "Lego Friends" em "Friends: Girls on a Mission" (2012–presente)
- Emily Jones e as elfas de "Lego Elves" (2015–2019)
- Princesa Sélénia de "Arthur et les Minimoys" (2006)
- Alexis de "Transformers Armada" (2002–2003)
- Lori Jiménez de "Transformers: Cybertron" (2005)
- Misha Miramond de "Transformers: Energon" (2004)
- Miko Nakadai de "Transformers: Prime" (2010–2013)
- Dani Burns e Francine "Frankie" Elma Greene de "Transformers: Rescue Bots" (2011–2016)
- Kylie Griffin de "Extreme Ghostbusters" (1997)
- Janine Melnitz e Catherine (uma das novas caça-fantasmas) de "The Real Ghostbusters" (1986–1991)
- Jedda Walker de "Defenders of the Earth" (1986–1987)
- Dale Arden e Thundar de "Flash Gordon" (1934–presente)
- April O'Neil de "Teenage Mutant Ninja Turtles" (2003–2009), "Teenage Mutant Ninja Turtles" (2012–2017), "Rise of the Teenage Mutant Ninja Turtles" (2018–2020)
- Sagan Cruz de "Phantom 2040" (1994–1996)
- Princesa Unikitty, Dr. Fox, Master Doom e Flamurtle de Unikitty! (2017–2020)
- Nova e Jinmay de Super Robot Monkey Team Hyperforce Go! (2004–2006)
- Princesa Twilight Sparkle, Rarity, Rainbow Dash, Fluttershy, Applejack e Pinkie Pie de My Little Pony: Friendship is Magic (2010–2019)
- Webby Vanderquck, Della Duck, Mrs. Beakley, Penumbra, Daisy Duck e Gosalyn Waddlemeyer de "DuckTales" (2017–2021)
- Star Butterfly, Moon Butterfly, Eclipsa Butterfly, Meteora Butterfly, a maioria dos membros anteriores da família Butterfly, Mina Loveberry, Hekapoo, Janna Ordonia e Pony Head de Star vs. the Forces of Evil (2015–2019)
- Anne Boonchuy, Polly Plantar, Sasha Waybright, Marcy Wu, Ivy Sundew, General Yunan e Lady Olivia de Amphibia (2019–2022)
- Luz Noceda de The Owl House (2020–2023)
- Nº 3/Kuki Sanbun e Nº 5/Abigail Lincoln de Codename: Kids Next Door (2002–2008)
- Felicity de Rainbow Butterfly Unicorn Kitty (2019)
- Miko Kubota de Glitch Techs (2020)
- Kipo Oak e Wolf de Kipo and the Age of Wonderbeasts (2020)
- Mabel Pines e Wendy Courdroy de Gravity Falls (2012–2016)
- Reggie Abbott e Esther de Twelve Forever (2019)
- Sylvia e Lord Dominator de Galáxia Wander (2013–2016)
- Adorabat de Mao Mao: Heroes of Pure Heart (2019–2020)
- Tara Duncan e amigas de Tara Duncan (2010–2011)
- Millie e Loona de Helluva Boss (2020–presente)
- BG/Gudule de Bravo Gudule (2005–2007)
- Nellie Bly de The Historical Figures Show
- Yadina Riddle de Xavier Riddle and the Secret Museum (2019–presente)
- Brendar de The Barbarian and the Troll (2021)
- Ivy de Where on Earth Is Carmen Sandiego? (1994–1999)
- Carmen Sandiego de Carmen Sandiego (2019–2021)

### Anime
- Antoinette "Tony" Dubois de Reporter Blues (1991)
- Princesa Sapphire de Ribbon no Kishi (1953–1999) de Osamu Tetsuka
- Princesa Hime, Liliane, Lisa Wildman e Reiri Kamura de Princess Resurrection (2005–2021)
- Simone de La Seine no Hoshi (1975)
- Ruby Rose, Weiss Schnee, Yang Xiao Long e Blake Belladonna de RWBY (2013–presente)
- Angie Islington de Angie Girl (1977–1978)
- Lady Armaroid de Cobra (1978–2010)
- Marina de Galaxy Express 999 (1977–presente)
- Lalabel de Lalabel (1980–1981)
- Megu-chan, A Pequena Feiticeira de Bia, a Pequena Feiticeira (1974–1975)
- Ymir Fritz e suas irmãs Maria, Rose e Sina de Attack on Titan (2009–presente)
- Clare Clare e outro Claymore/Bruxa de cabelos prateados de Claymore (2001–2009)
- Hoshimi de Maps (1985–1994)
- Maka Albarn de Soul Eater (2008–presente)
- Mako Sato e Sayuki de Initial D (1995–2016)
- Mikura Suzuki de Mezzo Forte (2001) e Mezzo DSA (2004)
- Noa Izumi de Patlabor (1988–2016)
- Rushuna de Grenadier (2003–2006)
- Sawa de Kite (1998)
- Garota ladra de Cat's Eye (1981–2023)
- Karri, Miki e Seiko de City Hunter (1985 –2023)
- Tiko e Tickle de Majokko Tickle (1978–1979)
- Patty Lowell de Devil May Cry: The Animated Series (2007)
- Asuna Yuuki de Sword Art Online (2009–presente)
- Mikasa Ackerman de Attack on Titan (2009–presente)
- Erza Scarlet, Lucy Heartfilia e Wendy de Fairy Tail (2006–2017)
- Homura Akemi de Puella Magi Madoka Magica (2011)
- Nevenaa e Ariane Goliatkine (poder para se tornar big age) de Anatane: Saving the Children of Okura (2018)
- Android 18 e Videl de Dragon Ball Z (1989–1996, 2009–2011,  2014–2015)
- Pan de Dragon Ball GT (1996–1997)
- Ran Tsukikage de Kazemakase Tsukikage Ran
- Yoruichi Shihouin de Bleach (2001–2016)
- Hikaru Minamoto de Otogi Zoshi (2004–2005)
- Oscar François de Jarjayes de A Rosa de Versalhes (1979–2013)
- Satsuki Kiryuuin de Kill la Kill (2013–2015)
- Lina Inverse, Ameila, Sylphiel e Naga de Slayers (1989–presente)
- Sara e Fuu de Samurai Champloo (2004–2005)
- Utena Tenjou de Shoujo Kakumei Utena (1996–1999)
- Shana de Shakugan no Shana (2002–2012)
- Shiki Ryougi de Kara no Kyoukai (1998–2009)
- Kagome Higurashi e Sango de InuYasha (1996–2022)
- Princesa Lum de Urusei Yatsura (1978–presente)
- Lunlun de Hana no Ko Lunlun (1979–1980)
- Youko Nakajima de Jūni Kokki (1992–presente)
- Emu Hino de Crying Freeman (1986–1994)
- Eira de Gensou Jotan Ellcia (1993)
- Makie Otono-Tachibana de Blade of the Immortal (1993–presente)
- Morgiana de Magi: O Labirinto da Magia (2009–2014)
- Balsa Yonsa de Seirei no Moribito (1996–2018)
- Fujiko Mine de Lupin III (1967–1980)
- Mamiya de Hokuto no Ken (1983–1988)
- Miyu de Kyuuketsuki Miyu (1988–1997)
- Otonashi Saya de Blood+ (2005–presente)
- Saya Kisaragi de Blood-C (2011–2020)
- Rally and Minnie de Gunsmith Cats (1995–2008)
- Rei Ayanami e Asuka Langley Soryu de Neon Genesis Evangelion (1995–2021)
- Deedlit de Record of Lodoss War (1998–presente)
- Amaha Masane, portadora étnica coreana da lâmina de Witchblade (1995–2006)
- Faye Valentine de Cowboy Bebop (1997–2021)
- Sakura de Card Captor Sakura (1996–presente) e Tsubasa Reservoir Chronicle (2003–2016)
- Excel de Excel Saga (1997–2011)
- Nami e Nico Robin de One Piece (1997–presente)
- Naru Narusegawa, Motoko Aoyama e Kaolla Sû de Love Hina (1998–2002)
- Victoria Séras e Integra Fairbrook Wingates Hellsing de Hellsing (1997–2912)
- Mahoro Andô de Mahoromatic (1998–2009)
- Françoise/003 de Cyborg 009 (1964–2002)
- Robin Sena de Witch Hunter Robin (2002)
- The Mew Mew de Mew Mew Power (2000–2023)
- Sakura Haruno, Hinata Hyuga, e Ino Yamanaka de Naruto (1997–presente)
- A menina de Gunslinger Girl (2002–2012)
- Maya Natsume e Aya Natsume de Tenjō Tenge (1998–2010)
- As mulheres guerreiras de Tales of Phantasia (1995–2010)
- Maam e Leona de Dragon Quest: Dai no Daibōken (2005–2006)
- Ai de Jigoku Shōjo (2005–2017)
- Illyasviel von Einzbern e Rider de Fate/stay night (2012–2020)
- Kyohei Tachibana e Sei de Burst Angel (2004–2007)
- Laureline de Valérian e Laureline (1967–2017)
- Michiru Kita de Zombie Loan (2003–2011)
- Yûmi de Mahō no Aidoru Pasuteru Yūmi (1986–1987)
- Hikaru Shidou, Umi Ryuzaki e Fuu Hououji de Guerreiras Mágicas de Rayearth (1993–1997)
- Mireille Bouquet e Kirika Yuumura de Noir (2001)
- Momo de Gigi e a Fonte da Juventude (1982–1994)
- Motoko Kusanagi de Ghost in the Shell: Stand Alone Complex (2002–2005) e Ghost in the Shell: Arise - Alternative Architecture (2015)
- Naomi Armitage de Armitage III (1995–2002)
- Nella de Nella the Princess Knight (2017–2021)
- Pollon de Little Pollon (1977–1983)
- Ranma (forma feminina) e outras garotas de Ranma ½ (1989–1992)
- Sally de Mahōtsukai Sally (1966–1990)
- Athena e Saintia de Os Cavaleiros do Zodíaco (1986–2020)
- Sailor Moon e outras Sailor Scouts de Sailor Moon (1991–2016)
- Princesa Flora de Honey Honey no Suteki na Bōken (1966–1982)
- Françoise/Fantômette de Fantômette (1961–1987)
- Honey Kisaragi de Cutie Honey (1973–1974, 2004)
- Myung Fang Lone de Macross Plus (1994–1995)
- Natsuru Senō (mulher), Akane Mishima, Shizuku Sangō, Mikoto Kondō e Kaede Sakura de Kämpfer (2005–2009)
- As garotinhas de Ojamajo Doremi (1999–2020)
- Yufa de Ragnarok the Animation (2004)
- Mulheres guerreiras, meio-humanas e meio-demônios, de Claymore (2001–2009)
- As meninas da escola de Mahō Shōjo Site (2013–2018)
- Celty Sturluson de Durarara!! (2004–presente)
- Revy, Balalaïka, Eda, Roberta e Fabiola Iglesias de Black Lagoon (2002–presente)
- Meia, Barnette, Jura, "BC" e Dita de Vandread (2000–presente)
- Rose Cinderella e as outras filhas dos contos de fadas de Regal Academy (2016–2018)
- As garotas de W.I.T.C.H. (2001–2012)
- Renka de Ironfist Chinmi (1983–presente)
- Arusu, Sheila e Eva de Mahō Shōjo Tai Arusu (2004–2007)
- Lucy Heartfilia, Erza Scarlet, Wendy Marvel, Carla, Mirajane Strauss e Juvia Loxar de Fairy Tail (2006–2017)
- Tuka Luna Marceau, Lelei la Lalena, Rory Mercury, Yao Haa Dushi, Mari Kurokawa, Shino Kuribayashi e outras mulheres guerreiras de Gate: Jieitai Kano Chi nite, Kaku Tatakaeri (2006–2022)
- Ryuko Matoi e Satsuki Kiryuin de Kill La Kill (2013–2015)
- As mulheres de Sora no Woto (2010–2011)
- Izetta de Izetta: The Last Witch (2016)
- As garotas de High School Fleet (2015–presente)
- Tanya de Youjo Senki (2010–2017)
- Yuuri e Chito de Shoujo Shuumatsu Ryokou (2014–2018)
- A mulher de Kantai Collection (2015–presente)
- As meninas tanquistas de Girls und Panzer (2012–2017)
- As garotas zumbis de Calamity of a Zombie Girl (2012, 2018)
- Iu Shindo de 100-man no Inochi no Ue ni Ore wa Tatte Iru (2016–presente)
- Noel e Ninny em BURN ☩HE WITCH (2018 – presente)
- Elaina em Majo no Tabitabi (2016–presente)
- As garotas bruxas de Little Witch Academia (2013–presente)
- A garota de Witchikurafuto Wākusu (2010–presente)
- As garotas de Zero no Tsukaima (2004–2017)
- As garotas de Strike Witches (2007–2022)
- A mulher de sangue de Umineko no Naku Koro ni (2007–2015)
- A garota de Sugar Sugar Rune (2003–2007)
- A garota de Soul Eater Not!
- As garotas de  Strike Witches 2
- A garota bruxa de Rental Magica
- As garotas de Assassination Classroom
- A garota de Bia, a Pequena Feiticeira
- As garotas de Angelic Layer
- A mulher com guarda-chuva de Beelzebub
- As garotas arqueiras de Utawarerumono
- A garota de Nijû-Mensô no Musume
- A mulher androide e a outra mulher de Space Cobra
- Qualquer mulher de Code Geass: Lelouch of the Rebellion
- Qualquer mulher de Koyōte Ragutaimu Shō
- As elfas de Rejendo obu Kurisutania
- A garota de DNA²
- Qualquer garota de E's Otherwise
- As garotas de El Cazador de la Bruja
- As garotas de El Hazard
- As garotas de Elemental Gerad
- As mulheres de Final Fantasy: Unlimited
- As garotas de Gate Keepers
- As mulheres de GetBackers
- A garota de Sakura Wars TV
- A garota de Guilty Crown
- As garotas de High School Samurai
- Lynn de Hokuto No Ken 2
- Marie de Hungry Marie
- As garotas de Ikkitōsen
- As garotas de Interlude
- A garota arqueira de InuYasha
- A garota de Kiba
- As garotas de Labyrinth of Flames
- As garotas de Aquarian Age - Sign for Evolution
- As garotas samurais de Shura no Toki
- A garota alienígena de Urusei Yatsura
- As três guerreiras de Guerreiras Mágicas de Rayearth
- Madoka Ayukawa de Kimagure Orange Road
- As garotas de Sora no Woto
- A garota de Mezzo Danger Service Agency
- As garotas de Mirai Nikki
- As garotas de Moeyo Ken
- As garotas de Murder Princess
- As mulheres de Nádia e os Mistérios do Mar
- As mulheres de Mahō sensei Negima!
- As mulheres de Overman King Gainer
- As mulheres de Pandora Hearts
- A mulher androide de Parasite Dolls
- As garotas de Rave Master
- As garotas de Red Eyes Sword
- Ohana de Samurai Gun
- A mulher de Shadow Skill
- A garota de Shangri-La
- As garotas de Shining Tears X Wind
- As garotas de Soul Eater
- A garota bruxa de The Good Witch of the West
- A garota de Kara no Kyoukai
- As garotas de Tiger & Bunny
- As garotas de Tokyo Demon Campus
- Sakura de Tsubasa Reservoir Chronicle e Cardcaptor Sakura
- As garotas vampiras de Shingetsutan Tsukihime
- As duas garotas de Shoujo Kakumei Utena
- A garota de Vampire Knight
- Aoi Yume de Wing-Man
- As mulheres de X1999
- A mulher de ×××HOLiC
- Zakuro de Zakuro
- As mulheres de Queen's Blade
- Aoi Yume de Wing-Man
- As garotas de Tsukihime
- As garotas de Ah! Megami-sama
- Angie de Angie Girl
- Lillabit  de The Littl' Bits
- As mulheres de Captain Harlock
- Charmy e Mereoleona Vermillion de Black Clover
- Nami, Princesa Vivi e Nico Robin de One Piece
- Milim Nava de Tensei Shitara Slime Datta Ken
- Michiko Malandro, Hana "Hatchin" Morenos e Atsuko Jackson de Michiko e Hatchin
- Uraraka Ochaco de Boku no Hero Academia
- Shinobu Kocho, Nezuko Kamado de Demon Slayer
- Sasha Braus, Mikasa Ackerman de Attack on Titan
- Orihime Inoue de Bleach
- Pitou e Pakunoda de Hunter × Hunter
- Konan e Hinata Hyuga de Naruto
- Ariannede Skeleton Knight in Another World
- As mulheres de Black Lagoon

### Comerciais
| Personagem           | Atriz      | Comercial | Ano  | Direção      | Ref.                 |
| -------------------- | ---------- | --------- | ---- | ------------ | -------------------- |
| A corredora sem nome | Anya Major | 1984      | 1983 | Ridley Scott | [ 81 ] [ 82 ] [ 83 ] |

## Vídeo games
| Personagem | Jogo | Detalhes                         | Ref.   |
| --- | --- | -------------------------------- | ------ |
| Ada Wong Claire Redfield Jill Valentine Rebecca Chambers Sheva Alomar Sherry Birkin Helena Harper Mia Winters                                                 | Resident Evil |                                  |        |
| Aegis | Persona 3 |                                  |        |
| Alisa Bosconovitch Anna Williams Asuka Kazama Christie Monteiro Lucky Chloe Jun Kazama Michelle Chang Nina Williams Julia Chang Ling Xiaoyu                   | Tekken |                                  |        |
| Alma Wade | F.E.A.R. |                                  |        |
| Aloy | Horizon Zero Dawn |                                  |        |
| Alyx Vance | Half-Life 2 |                                  |        |
| Amaterasu | Ōkami |                                  |        |
| Amélie Lacroix (Widowmaker) Brigitte Lindholm Moira O'Deorain Mercy Aleksandra Zaryanova (Zarya) Ana Amari Lena Oxton (Tracer) Hana Song (D.Va) Mei-Ling Zhou | Overwatch | Heroes of the Storm              |        |
| Anna DeWitt | BioShock Infinite |                                  |        |
| Annah-of-the-Shadows | Planescape: Torment |                                  |        |
| April Ryan | The Longest Journey |                                  |        |
| Athena Asamiya | Psycho Soldier Athena: Awakening from the Ordinary Life |                                  |        |
| Aveline de Grandpré Evie Frye Jun Elise Kassandra Naoe | Assassin's Creed III: Liberation Assassin's Creed Syndicate Assassin's Creed Chronicles Assassin's Creed Unity Assassin's Creed Odyssey Assassin's Creed Shadows |                                  | [ 84 ] |
| Ayame | Tenchu |                                  |        |
| Bastila Shan Brianna Kae Mira | Star Wars: Knights of the Old Republic Star Wars Knights of the Old Republic II: The Sith Lords                                                                  |                                  |        |
| Bayonetta | Bayonetta |                                  | [ 85 ] |
| Jess Blazkowicz Soph Blazkowicz | Wolfenstein: Youngblood |                                  |        |
| Blaze Fielding | Streets of Rage |                                  |        |
| Blue Mary Mai Shiranui | Fatal Fury |                                  |        |
| Cammy White C. Viper Chun-Li Kolin Laura Matsuda Lucia Morgan Menat Makoto Maki Genryusai Ibuki Rainbow Mika Sakura Kasugano Rose                             | Final Fight Street Fighter |                                  |        |
| Carmen Isabella Sandiego | Onde está Carmen Sandiego? |                                  |        |
| Cassie Cage Jade Mileena Princesa Kitana Rainha Sindel Skarlet Sonya Blade Tanya                                                                              | Mortal Kombat |                                  |        |
| Cate Archer | The Operative: No One Lives Forever |                                  |        |
| Emmanuelle "Twitch" Pichon Tainá "Caveira" Pereira Yumiko "Hibana" Imagawa                                                                                    | Rainbow Six: Siege | Outras agentes                   | [ 86 ] |
| Chell GLaDOS | Portal Portal 2 |                                  |        |
| Cindy Aurum Dagger Edea Kramer Faris Scherwiz Lightning Rikku Rydia Terra Branford Yuffie Kisaragi Yuna                                                       | Final Fantasy |                                  |        |
| Comandante Shepard Miranda Liara T'Soni | Mass Effect | Protagonista em versão feminina  |        |
| Dark Queen | Battletoads |                                  |        |
| Elara Dorne | Star Wars: The Old Republic |                                  |        |
| Elena Fisher Chloe Frazer Nadine Ross Katherine Marlowe | Uncharted |                                  |        |
| Elexis Sinclaire | SiN |                                  |        |
| Ellie Riley Abby Dina Lev (Lily) Yara | The Last of Us |                                  |        |
| Emily Kaldwin | Dishonored 2 |                                  |        |
| Etna | Disgaea |                                  |        |
| Faith Connors Kate Connors Celeste Wilson Isabel Kruger | Mirror's Edge Mirror's Edge: Catalyst |                                  |        |
| Filia Medici | Skullgirls |                                  |        |
| Felicia Morrigan Aensland Hsien-Ko Mei-Ling Baby Bonnie Hood Q-Bee                                                                                            | Darkstalkers |                                  |        |
| Hana Tsu-Vachel | Fear Effect |                                  |        |
| Dahlia Gillespie Heather Mason Claudia Wolf | Silent Hill Silent Hill 3 |                                  |        |
| Jade | Beyond Good & Evil |                                  |        |
| Jaina Proudmoore Sylvanas Windrunner Tyrande Whisperwind | Warcraft | Heroes of the Storm              |        |
| Joanna Dark | Perfect Dark |                                  |        |
| Nikki Connors Serena Demeter | Rogue Ops |                                  |        |
| Kasumi Christie Helena Douglas Hitomi Tina Armstrong Ayane | Dead or Alive |                                  |        |
| Mona Sax | Max Payne |                                  |        |
| Kiana Mei Theresa Bronya Himeko Fu Hua Seele Yae Sakura Rita Durandal                                                                                         | Honkai Impact 3rd |                                  |        |
| Lara Croft | Tomb Raider |                                  | [ 39 ] |
| Lucia de Badham | The Wing of Madoola |                                  |        |
| Lucca Marle Ayla | Chrono Trigger |                                  |        |
| Millia Rage May Ramlethal Valentine I-No | Guilty Gear |                                  |        |
| Momiji Rachel | Ninja Gaiden |                                  |        |
| Nakoruru | Samurai Shodown |                                  |        |
| Arle Nadja | Madō Monogatari Puyo Puyo |                                  |        |
| Nilin Cartier-Wells | Remember Me |                                  |        |
| Sarah Kerrigan Nova Terra | StarCraft | Heroes of the Storm              |        |
| Pearl Marina | Splatoon 2 |                                  |        |
| Perséfone | God of War: Chains of Olympus |                                  |        |
| Primrose Azelhart | Octopath Traveler |                                  |        |
| Princesa Daphne | Dragon's Lair |                                  |        |
| Princesa Peach | Mario | Super Princess Peach             |        |
| Princesa Zelda Navi Fi Midna Epona Mipha Urbosa | The Legend of Zelda |                                  |        |
| Rayne, o Dhampir | BloodRayne |                                  |        |
| Reiko Nagase | Rave Racer Ridge Racer |                                  |        |
| Regina | Dino Crisis |                                  |        |
| Rufu Kairu Hamusu | Battle Zeque Den |                                  |        |
| Ripple | Magical Chase |                                  |        |
| Rynn | Drakan: Order of the Flame |                                  |        |
| SHODAN | System Shock |                                  |        |
| Saber Tohsaka Rin | Fate/Stay Night |                                  |        |
| Samus Aran Gandrayda Mother Brain | Metroid |                                  |        |
| Sarah Bryant Aoi Umenokoji Eileen Pai Chan Vanessa Lewis | Virtua Fighter |                                  |        |
| Shantae | Shantae |                                  |        |
| Shion Uzuki KOS-MOS | Xenosaga |                                  |        |
| Sophitia Hildegard von Krone Talim Taki Seong Mi-na Setsuka Tira Xianghua Ivy Valentine                                                                       | Soulcalibur |                                  |        |
| The Boss Eva Quiet Meryl Silverburgh Sniper Wolf | Metal Gear |                                  |        |
| Trish Lucia Lady | Devil May Cry |                                  |        |
| Twintelle | Arms |                                  |        |
| Tyris Flare | Golden Axe |                                  |        |
| Ulala | Space Channel 5 |                                  |        |
| Yuri Sakazaki | Art of Fighting |                                  |        |
| Yuri Kozukata | Fatal Frame: Maiden of Black Water |                                  |        |
| Zero | Drakengard 3 |                                  |        |
| Ajna | Indivisible |                                  |        |
| Akira | Astral Chain | Gêmea                            |        |
| Aurora | Otaku no Seiza: An Adventure in the Otaku Galaxy |                                  |        |
| Akira Nakata | Panic Museum |                                  |        |
| Alana McKendricks | Fighting Force |                                  |        |
| Alexandra Roivas | Eternal Darkness |                                  |        |
| Alice Liddell | American McGee's Alice |                                  |        |
| Alicia Claus | Bullet Witch |                                  |        |
| Aline Cedrac | Alone in the Dark: The New Nightmare |                                  |        |
| Alis "Alisa" Landale | Phantasy Star I |                                  |        |
| Angelina Bradshaw | Dark Arena |                                  |        |
| Anna | Dark Angel: Vampire Apocalypse |                                  |        |
| Anna Grímsdóttir Frances Coen Dahlia Tal Enrica Villablanca                                                                                                   | Tom Clancy's Splinter Cell |                                  |        |
| Annet Myer | El Viento Anett Futatabi |                                  |        |
| Anya Stroud Myrrah Samantha Byrne Sofia Hendrik Kait Diaz | Gears of War |                                  |        |
| Ann | ANNO: Mutationem |                                  | [ 87 ] |
| Aoi Yasaka | Demon Chaos |                                  |        |
| Ariel | Aretha |                                  |        |
| Asha | Monster World IV |                                  |        |
| Aska | Teenage Mutant Ninja Turtles: Tournament Fighters | Versão do Super Nintendo         |        |
| Ayano Aishi-Chan | Yandere Simulator |                                  | [ 88 ] |
| Aurora | Child of Light |                                  |        |
| Aya Brea | Parasite Eve |                                  |        |
| Aya | OneeChanbara |                                  |        |
| Ayumi | X-Blades Blades of Time |                                  |        |
| Ayumi Shinozaki Sachiko Shinozaki Naomi Nakashima Satsuki Mizuhara Ayame Itou                                                                                 | Corpse Party |                                  |        |
| Belle MacFae | Mystik Belle |                                  |        |
| Caeda Celica Lachesis Mareeta Sue Lyn Lilina Eirika Elincia Micaiah Anna Lissa Lucina Sumia Robin Hinoka Camilla Edelgard                                     | Fire Emblem |                                  |        |
| Carmilla Sypha Belnades Maria Renard Carrie Fernández Shanoa Charlotte Aulin Stella Lecarde Loretta Lecarde Yoko Celia Fortner                                | Castlevania |                                  |        |
| Christine | Arkista's Ring |                                  |        |
| Coco Bandicoot Nina Cortex Pasadena O'Possum | Crash Bandicoot |                                  |        |
| Cornet Espoir | Marl Kingdom |                                  |        |
| Cortana | Halo |                                  |        |
| Cotton | Cotton |                                  |        |
| CJ | Eiyuden Chronicle: Rising |                                  |        |
| Dawn | Contrast |                                  |        |
| Dixie Kong Tiny Kong | Donkey Kong |                                  |        |
| Dana Mercer Elizabeth Greene Sabrina Galloway | Prototype |                                  |        |
| Ellie | Monster Tale |                                  |        |
| Serena | Phantis e Ultionus: A Tale of Petty Revenge |                                  | [ 89 ] |
| Elspeth "Doc" Holliday | Blair Witch Volume I: Rustin Parr |                                  |        |
| Emily Hartwood | Alone in the Dark |                                  |        |
| Farah | Prince of Persia: The Sands of Time |                                  |        |
| Fiona Belli | Demento |                                  |        |
| Fuji/Elena | Sword of Mana | Mystic Quest                     |        |
| Fury | Darksiders III |                                  |        |
| Abigail "Fetch" Walker | Infamous First Light |                                  |        |
| Gabriella Saunders Sara Hartwood | Alone in the Dark: Illumination |                                  |        |
| Gaige Lilith Maya Athena Aurelia Nisha Mad Moxxi Moze Amara Fiona                                                                                             | Borderlands |                                  |        |
| Giana | Giana Sisters DS Giana Sisters: Twisted Dreams |                                  |        |
| Hat Girls | A Hat in Time |                                  |        |
| Hibana | Kunoichi |                                  |        |
| Hinako Shirai | Blue Reflection |                                  |        |
| Hiromi Tengenji | Burning Force |                                  |        |
| Ihadurca | Fūjin Ryōiki Erutsuvāyu |                                  |        |
| Isabel Greyhound Maeve Falcon Ornella Eruina Jezebeth Biara                                                                                                   | Heroes of Might and Magic V |                                  |        |
| Janis | Inuyasha: Secret of the Divine Jewel |                                  |        |
| Jen | Primal |                                  |        |
| Jennifer | Rule of Rose |                                  |        |
| Jennifer Simpson Helen Maxwell Alyssa Hale Alyssa Hamilton | Clock Tower |                                  |        |
| Jenosa Arma | Scurge: Hive |                                  |        |
| Jesse Faden | Control |                                  |        |
| Josephine "Jo" | Kendo Rage | Mai Tsurugino na versão japonesa |        |
| Juliet Starling | Lollipop Chainsaw |                                  |        |
| Juli Kidman | The Evil Within |                                  |        |
| Kate Walker | Syberia |                                  |        |
| Katjaa Carley Christa | The Walking Dead |                                  |        |
| Katy Lammy | UmJammer Lammy |                                  |        |
| Kawase Umihara | Umihara Kawase |                                  |        |
| Kit Ballard | Blade Kitten |                                  |        |
| Mai "Konoko" Hasegawa | Oni |                                  |        |
| Kurenai | Red Ninja: Blood River Dance |                                  |        |
| Kya | Kya: Dark Lineage |                                  |        |
| Latis | Bloody Vampire |                                  |        |
| Layla | Layla |                                  |        |
| Leah | DeadStorm Pirates |                                  |        |
| Linda | Stretch Panic |                                  |        |
| Lisa Rogan Kate Green | The House of the Dead |                                  |        |
| Luca | Labyrinth of Refrain: Coven of Dusk |                                  |        |
| Lucia (Pheromone Contra) Tasha Sheena Etranzi/CX-2 Black Viper Tsugu-Min/BR-W9 Krystal Sayuri Sally Inohara Erica Ricci Sra. Harakiri                         | Contra |                                  |        |
| Lucy | Whacked! |                                  |        |
| Madeleine Valois | The Royal Trap |                                  |        |
| Marina Liteyears | Mischief Makers |                                  |        |
| Marlone | Atelier Marie: The Alchemist of Salburg |                                  |        |
| Matsuri Kudo | Bleach: The 3rd Phantom |                                  |        |
| Mannax | Blades of Vengeance |                                  |        |
| Max Caulfied Rachel Amber Chloe Price | Life Is Strange Before the Storm |                                  |        |
| Momohime | Muramasa: The Demon Blade |                                  |        |
| Mona de Lafitte | A Vampyre Story |                                  |        |
| Marianne | The Medium |                                  |        |
| Monica Flores Rooney Simpson | NightCry |                                  |        |
| Mia | Wife Quest |                                  | [ 90 ] |
| Maya | Septerra Core |                                  |        |
| Sra. Pac-Man | Pac-Man |                                  |        |
| Nariko | Heavenly Sword |                                  |        |
| Tanya Adams Natasha Volkova Yuriko Omega | Command & Conquer: Red Alert |                                  |        |
| Naomi Hayward | The Good Life |                                  |        |
| Nicole Collard | Broken Sword |                                  |        |
| Norah Beth | Let's Go Jungle!: Lost on the Island of Spice Let's Go Island: Lost on the Island of Tropics                                                                     |                                  |        |
| Popful Mail | Popful Mail: Magical Fantasy Adventure |                                  |        |
| Princesa Ailish Buki | Sudeki |                                  |        |
| Princesa Allura Laegrinna | Trapt e Deception IV: Blood Ties |                                  |        |
| Princesa Kameo | Kameo: Elements of Power |                                  |        |
| Princesa Minerva | Princess Minerva |                                  |        |
| Princesa Rilule | Étoile Princesse |                                  |        |
| Princesa Sia | Lady Sia |                                  |        |
| Princesa Solange Blanchefleur de Lux | Code of Princess |                                  |        |
| A facção feminina | Gender Wars |                                  | [ 91 ] |
| Rachel Alucard Noel Vermillion Es Mitsurugi (Nobody) Platinum the Trinity Bullet Celica A. Mercury Makoto Nanaya Kokonoe Mu-12 Nu-13                          | BlazBlue |                                  |        |
| Rin Kagura | Calling: Kuroki Chakushin |                                  |        |
| Rianna Saren | Star Wars: Lethal Alliance |                                  |        |
| Roll Roll.EXE (NetNavi de Mayl Sakurai) Roll Caskett Alia Iris Ciel Aile Ashe Luna Plaz                                                                       | Mega Man |                                  |        |
| Rooney Simpson Monica Flores | NightCry |                                  |        |
| Rustea "Rusty" Sprincul | Rusty |                                  |        |
| Sakura Shinguji Erica Fontaine | Sakura Taisen |                                  |        |
| Sarah Lyons | Fallout 3 |                                  |        |
| Sayo-chan/Pocky | KiKi KaiKai |                                  |        |
| Sheena | Run Saber |                                  |        |
| Shelly "Bombshell" Harrison | Bombshell Ion Fury |                                  |        |
| Shoko | Liberation Maiden |                                  |        |
| Saria | Twinkle Tale |                                  |        |
| Skye | Darkened Skye |                                  |        |
| Tennôboshi Uzume | Hyperdimension Neptunia |                                  |        |
| A Princesa | Magical Pop'n |                                  |        |
| Tron Bonne | The Misadventures of Tron Bonne |                                  |        |
| Tiny Tina | Tiny Tina's Assault on Dragon Keep Tiny Tina's Wonderlands |                                  |        |
| Valkyrie | Valkyrie no Bōken: Toki no Kagi Densetsu Valkyrie no Densetsu |                                  |        |
| Vanessa Z. Schneider | P.N.03 |                                  |        |
| Velvet Crowe | Tales of Berseria |                                  |        |
| Yuko Asou | Valis |                                  |        |
| Lady Dahna | Dahna: Megami Tanjō |                                  |        |
| Princesa Yui Kutuna | Vanguard Princess |                                  |        |
| Uranus Ellis Sofia | Battle Arena Toshinden |                                  |        |
| Ulan | Astria Ascending |                                  |        |
| Norah | Call of the Sea |                                  |        |
| Amicia de Rune | A Plague Tale: Innocence |                                  |        |
| As cinco sobreviventes | School Girl/Zombie Hunter |                                  |        |
| Laura Harris | D no Shokutaku/D's Diner |                                  |        |
| Jeanette Marshall | Virtua Cop |                                  |        |
| Zaya | Thief 2X: Shadows of the Metal Age |                                  |        |
| Alisa | Casper Croes |                                  |        |
| Jean Clifford | Confidential Mission |                                  |        |
| Arcueid Brunestud | Tsukihime |                                  |        |
| Elle Moon | Clockwork Aquario |                                  |        |
| Even | Lost in Random |                                  |        |